# Serie A1 2020-2021 (pallacanestro femminile)
La Serie A1 2020-21 è stato il 90º campionato italiano di massima divisione di pallacanestro femminile.
Il titolo di campione d'Italia è andato per la seconda volta dopo 75 anni alla Umana Reyer Venezia che ha sconfitto 3-2 nella serie scudetto la Famila Schio.

## Stagione

### Novità
Rinunciano al campionato il Verga Palermo e la Pall. Torino, sostituite dalla Magnolia Campobasso ripescata dalla A2 e dalla neo costituita Dinamo Sassari ammessa d'ufficio.
Techfind è lo sponsor della competizione.

### Formula
Secondo le Disposizioni Organizzative Annuali emanate dalla FIP il campionato di Serie A1 è strutturato come segue.
La prima fase, denominata Fase Regolare, è composta da un girone all'italiana di 14 squadre con gare di andata e ritorno.
Al termine di questa prima fase, le prime otto classificate disputeranno i play off per il titolo. I quarti di finali e le semifinali si disputano al meglio delle tre partite, mentre la finale al meglio delle cinque partite. La squadra classificata all'ultimo posto retrocede in serie A2, mentre le squadre dal decimo al tredicesimo posto faranno due turni di play out al meglio delle 3 partite. La perdente della finale retrocederà in Serie A2.
Non si disputa il consueto Opening day, turno che inaugura il campionato, a causa della pandemia.
I due turni infrasettimanali sono alla seconda giornata e all'ultima di andata; le soste dovute agli incontri per la Nazionale italiana sono alla seconda settimana di novembre e alla prima di febbraio, inoltre il 6 e 7 marzo viene disputata la Coppa Italia.

### Avvenimenti
La Reyer Venezia – dopo essersi aggiudicata la Supercoppa italiana 2020, battendo Schio in finale – chiude imbattuta il girone di andata al primo posto.
Si conclude la stagione regolare con Venezia prima per quoziente vittorie/partite su Schio e conserva il fattore campo nei play-off. Kennedy Burke è la migliore cestista per punti realizzati.

## Squadre partecipanti
| Squadra          | Stagione | Città                      | Palazzetto                   | Stagione precedente                 |
| ---------------- | -------- | -------------------------- | ---------------------------- | ----------------------------------- |
| PB63 Battipaglia | dettagli | Battipaglia (SA)           | PalaZauli                    | 14º posto in Serie A1               |
| Virtus Bologna   | dettagli | Bologna                    | Virtus Arena                 | 13º posto in Serie A1               |
| Pall. Broni      | dettagli | Broni (PV)                 | PalaBrera                    | 9º posto in Serie A1                |
| Magnolia CB      | dettagli | Campobasso                 | PalaSelvapiana               | 1º posto nel Girone Sud di Serie A2 |
| Costa Masnaga    | dettagli | Costa Masnaga (LC)         | Palazzetto                   | 11º posto in Serie A1               |
| USE Empoli       | dettagli | Empoli (FI)                | Palestra Lazzeri             | 7º posto in Serie A1                |
| Le Mura Lucca    | dettagli | Lucca                      | PalaTagliate                 | 6º posto in Serie A1                |
| Eirene Ragusa    | dettagli | Ragusa                     | PalaMinardi                  | 3º posto in Serie A1                |
| San Martino      | dettagli | San Martino di Lupari (PD) | Palazzetto dello Sport       | 4º posto in Serie A1                |
| Dinamo Sassari   | dettagli | Sassari                    | PalaSerradimigni             | -                                   |
| Famila Schio     | dettagli | Schio (VI)                 | Palasport Livio Romare       | 1º posto in Serie A1                |
| GEAS             | dettagli | Sesto San Giovanni (MI)    | PalaCarzaniga                | 5º posto in Serie A1                |
| Reyer Venezia    | dettagli | Venezia                    | Palasport Taliercio (Mestre) | 2º posto in Serie A1                |
| Vigarano         | dettagli | Vigarano Mainarda (FE)     | PalaVigarano                 | 8º posto in Serie A1                |

### Allenatori e primatisti
Battipaglia assume Giuseppe Piazza in sostituzione di Sandro Orlando, Bologna sostituisce Andrea Liberalotto con Lorenzo Serventi; Vigarano ingaggia Andrea Castelli al posto di Marco Castaldi; Antonello Restivo entra nello staff della neo costituita Dinamo Sassari; dieci i confermati: Fontana a Broni, Seletti a Costa Masnaga, Cioni a Empoli, Iurlaro a Lucca, Recupido a Ragusa, Abignente a San Martino, Vincent a Schio, Zanotti a Sesto San Giovanni, Ticchi a Venezia e Sabatelli a Campobasso.
| Squadra       | Allenatore                                                                                              | Capitano                                      | Cestista più presente                 | Miglior marcatore      |
| ------------- | --- | --------------------------------------------- | ------------------------------------- | ---------------------- |
| Battipaglia   | Giuseppe Piazza (1ª–5ª) Roberto Paciucci (6ª–14ª) Stefano Scotto Di Luzio (15ª–21ª) Claudio Corà (22ª–) | Raffaella Potolicchio                         | Paulina Hersler (23)                  | Paulina Hersler (369)  |
| V. Bologna    | Lorenzo Serventi                                                                                        | Elisabetta Tassinari                          | Cinque giocatrici (26)                | Brooque Williams (440) |
| Broni         | Alessandro Fontana                                                                                      | Agnese Soli                                   | Giulia Ianezic, Sara Madera (26)      | Sara Madera (365)      |
| Campobasso    | Domenico Sabatelli                                                                                      | Érica Sánchez                                 | Emilia Bove, Gaia Gorini (26)         | Gaia Gorini (292)      |
| Costa Masnaga | Paolo Seletti                                                                                           | Beatrice Del Pero                             | Cinque giocatrici (26)                | Matilde Villa (395)    |
| Empoli        | Alessio Cioni                                                                                           | Gabrielė Narvičiūtė                           | Sei giocatrici (25)                   | Kamiah Smalls (444)    |
| Lucca         | Francesco Iurlaro                                                                                       | Laura Spreafico (1ª–12ª) Maria Miccoli (13ª–) | Maria Miccoli, Francesca Russo (26)   | Ivana Jakubcová (291)  |
| Ragusa        | Gianni Recupido                                                                                         | Chiara Consolini                              | Tre giocatrici (24)                   | Nicole Romeo (292)     |
| San Martino   | Gianluca Abignente                                                                                      | Monica Tonello                                | Quattro giocatrici (24)               | Jolene Anderson (381)  |
| D. Sassari    | Antonello Restivo                                                                                       | Cinzia Arioli                                 | Quattro giocatrici (25)               | Kennedy Burke (548)    |
| Schio         | Pierre Vincent                                                                                          | Francesca Dotto                               | Sabrina Cinili, Martina Crippa (24)   | Sandrine Gruda (336)   |
| Geas          | Cinzia Zanotti                                                                                          | Giulia Arturi                                 | Costanza Verona, Sabína Oroszová (26) | Bashaara Graves (375)  |
| Venezia       | Giampiero Ticchi                                                                                        | Martina Bestagno                              | Cinque giocatrici (25)                | Martina Bestagno (316) |
| Vigarano      | Andrea Castelli                                                                                         | Arianna Landi (1ª–18ª) Macarena Rosset (19ª–) | Tre giocatrici (24)                   | Macarena Rosset (326)  |

## Stagione regolare

### Classifica
|  | Pos. | Squadra                       | Pt | G  | V  | P  | PtF  | PtS  | Diff. | Q.   |
|  | ---- | ----------------------------- | -- | -- | -- | -- | ---- | ---- | ----- | ---- |
|  | 1.   | Umana Reyer Venezia           | 48 | 25 | 24 | 1  | 2257 | 1578 | +679  | 0.96 |
|  | 2.   | Famila Wüber Schio            | 48 | 26 | 24 | 2  | 2080 | 1466 | +614  | 0.92 |
|  | 3.   | Passalacqua Ragusa            | 38 | 24 | 19 | 5  | 1790 | 1529 | +261  | 0.79 |
|  | 4.   | FuturVirtus Segafredo Bologna | 36 | 26 | 18 | 8  | 1995 | 1795 | +200  | 0.69 |
|  | 5.   | Allianz Sesto S.Giovanni      | 34 | 26 | 17 | 9  | 1883 | 1715 | +168  | 0.65 |
|  | 6.   | USE Basket Empoli             | 30 | 25 | 15 | 10 | 1772 | 1736 | +36   | 0.60 |
|  | 7.   | Fila San Martino di Lupari    | 26 | 24 | 13 | 11 | 1588 | 1618 | -30   | 0.54 |
|  | 8.   | Limonta Costa Masnaga         | 26 | 26 | 13 | 13 | 1918 | 1982 | -64   | 0.50 |
|  | 9.   | La Molisana Campobasso        | 18 | 26 | 9  | 17 | 1723 | 1861 | -138  | 0.34 |
|  | 10.  | Gesam Gas&Luce Lucca          | 16 | 26 | 8  | 18 | 1797 | 1927 | -130  | 0.30 |
|  | 11.  | Pall. Broni                   | 14 | 26 | 7  | 19 | 1641 | 1955 | -314  | 0.26 |
|  | 12.  | Dinamo Sassari                | 8  | 25 | 4  | 21 | 1635 | 1961 | -326  | 0.16 |
|  | 13.  | O.ME.P.S. BricUp Battipaglia  | 6  | 23 | 3  | 20 | 1511 | 1986 | -475  | 0.13 |
|  | 14.  | Dondi Multistore Vigarano     | 4  | 24 | 2  | 22 | 1531 | 2012 | -481  | 0.08 |

Legenda:
      Campionessa d'Italia.
      Ammesse ai play-off scudetto.
      Ammesse ai play-out.
  Ammesse ai play-off o ai play-out.
      Retrocessa in Serie A2 2021-2022.
Regolamento:
Due punti a vittoria, zero a sconfitta.
In caso di parità di punteggio, contano gli scontri diretti e la classifica avulsa.
Secondo le NOIF, alla data del 10 aprile 2021 la fase regolare dovrà terminare, quindi verrà stilata una classifica per i play-off e i play-out basandosi sul quoziente tra vittorie e gare disputate.

### Risultati
|                      | BAT    | VBO   | BRO    | CAM    | COS    | EMP    | LUC    | RAG   | SML   | SAS    | SCH   | SSG   | VEN    | VIG   |
| -------------------- | ------ | ----- | ------ | ------ | ------ | ------ | ------ | ----- | ----- | ------ | ----- | ----- | ------ | ----- |
| Battipaglia          |        | 62–96 | 63–71  | 72–71  | 79–84  | 63–91  | 68–86  | -     | 59–85 | 72–94  | 43–77 | 63–82 | 57–116 | 91–88 |
| Virtus Bologna       | 102–69 |       | 66–46  | 80–68  | 82–65  | 83–76  | 86–78  | 63–60 | 75–73 | 86–65  | 54–73 | 58–74 | 68–82  | 95–58 |
| Broni                | 86–76  | 59–81 |        | 55–68  | 70–83  | 83–89  | 76–60  | 61–75 | 60–70 | 68–65  | 44–67 | 36–69 | 68–103 | 85–59 |
| Magnolia Campobasso  | 78–44  | 52–80 | 65–57  |        | 52–73  | 51–68  | 49–62  | 56–81 | 49–70 | 73–51  | 63–68 | 66–63 | 76–114 | 76–59 |
| Costa Masnaga        | 96–74  | 84–95 | 79–76  | 75–63  |        | 77–69  | 84–71  | 71–83 | 79–84 | 76–57  | 52–61 | 52–76 | 72–98  | 92–60 |
| Empoli               | 84–56  | 61–60 | 66–65  | 80–57  | 54–60  |        | 83–79  | 57–69 | 59–58 | 79–70  | 62–87 | 52–64 | 58–74  | 79–62 |
| Lucca                | 74–66  | 66–75 | 95–45  | 68–83  | 77–67  | 59–73  |        | 72–73 | 71–73 | 54–64  | 60–88 | 62–84 | 52–74  | 72–64 |
| Ragusa               | -      | 86–82 | 77–49  | 71–60  | 91–69  | 82–80  | 82–63  |       | 63–57 | 84–67  | 63–52 | 65–52 | 65–70  | 86–55 |
| S. Martino di Lupari | 89–81  | 67–66 | 81–62  | 53–49  | 77–70  | -      | 51–62  | 48–67 |       | 57–50  | 56–76 | 71–75 | 52–84  | 86–62 |
| Dinamo Sassari       | 86–58  | 68–72 | 61–81  | 73–89  | 73–78  | 67–77  | 80–91  | 54–88 | 69–74 |        | 51–71 | 68–91 | 57–97  | -     |
| Schio                | 93–55  | 85–78 | 101–69 | 84–52  | 107–52 | 77–72  | 107–53 | 66–60 | 72–46 | 82–41  |       | 78–50 | 84–62  | 90–43 |
| Sesto San Giovanni   | 75–50  | 67–72 | 86–59  | 89–73  | 79–76  | 66–80  | 79–70  | 76–75 | 76–51 | 67–76  | 54–72 |       | 69–79  | 82–64 |
| Venezia              | -      | 90–69 | 87–38  | 95–78  | 98–60  | 103–52 | 85–74  | 92–65 | 82–59 | 111–62 | 82–74 | 91–49 |        | 89–61 |
| Vigarano             | 82–90  | 61–71 | 63–72  | 76–106 | 76–92  | 64–71  | 68–66  | 57–79 | -     | 85–66  | 49–88 | 56–89 | 59–99  |       |

### Calendario
Pubblicato il 28 agosto 2020.
| andata (1ª) | andata (1ª) | Prima giornata            | ritorno (14ª) | ritorno (14ª) |
|             |             |                           |               |               |
| 3 ott.      | 51-62       | S.Martino di Lupari-Lucca | 73-71         | 3 gen.        |
| 3 ott.      | 82-80       | Ragusa-Empoli             | 69-57         | 3 gen.        |
| 3 ott.      | 86-58       | D. Sassari-Battipaglia    | 94-72         | 3 gen.        |
| 3 ott.      | 84-95       | Costa Masnaga-V. Bologna  | 65-82         | 2 gen.        |
| 4 ott.      | 69-79       | Sesto S.Giovanni-Venezia  | 49-91         | 3 gen.        |
| 4 ott.      | 85-59       | Broni-Vigarano            | 72-63         | 3 gen.        |
| 4 ott.      | 84-52       | Schio-Magnolia Campobasso | 68-63         | 24 feb.       |

| andata (2ª) | andata (2ª) | Seconda giornata               | ritorno (15ª) | ritorno (15ª) |
|             |             |                                |               |               |
| 7 ott.      | 98-60       | Venezia-Costa Masnaga          | 98-72         | 9 gen.        |
| 7 ott.      | 57-50       | S.Martino di Lupari-D. Sassari | 74-69         | 9 gen.        |
| 7 ott.      | 43-77       | Battipaglia-Schio              | 55-93         | 10 gen.       |
| 7 ott.      | 76-106      | Vigarano-Magnolia Campobasso   | 59-76         | 10 gen.       |
| 7 ott.      | 66-65       | Empoli-Broni                   | 89-83         | 24 mar.       |
| 7 ott.      | 62-84       | Lucca-Sesto S.Giovanni         | 70-79         | 10 gen.       |
| 8 ott.      | 63-60       | V. Bologna-Ragusa              | 82-86         | 10 gen.       |

| andata (1ª) | andata (1ª) | Prima giornata            | ritorno (14ª) | ritorno (14ª) |
|             |             |                           |               |               |
| 3 ott.      | 51-62       | S.Martino di Lupari-Lucca | 73-71         | 3 gen.        |
| 3 ott.      | 82-80       | Ragusa-Empoli             | 69-57         | 3 gen.        |
| 3 ott.      | 86-58       | D. Sassari-Battipaglia    | 94-72         | 3 gen.        |
| 3 ott.      | 84-95       | Costa Masnaga-V. Bologna  | 65-82         | 2 gen.        |
| 4 ott.      | 69-79       | Sesto S.Giovanni-Venezia  | 49-91         | 3 gen.        |
| 4 ott.      | 85-59       | Broni-Vigarano            | 72-63         | 3 gen.        |
| 4 ott.      | 84-52       | Schio-Magnolia Campobasso | 68-63         | 24 feb.       |

| andata (2ª) | andata (2ª) | Seconda giornata               | ritorno (15ª) | ritorno (15ª) |
|             |             |                                |               |               |
| 7 ott.      | 98-60       | Venezia-Costa Masnaga          | 98-72         | 9 gen.        |
| 7 ott.      | 57-50       | S.Martino di Lupari-D. Sassari | 74-69         | 9 gen.        |
| 7 ott.      | 43-77       | Battipaglia-Schio              | 55-93         | 10 gen.       |
| 7 ott.      | 76-106      | Vigarano-Magnolia Campobasso   | 59-76         | 10 gen.       |
| 7 ott.      | 66-65       | Empoli-Broni                   | 89-83         | 24 mar.       |
| 7 ott.      | 62-84       | Lucca-Sesto S.Giovanni         | 70-79         | 10 gen.       |
| 8 ott.      | 63-60       | V. Bologna-Ragusa              | 82-86         | 10 gen.       |

| andata (3ª) | andata (3ª) | Terza giornata                       | ritorno (16ª) | ritorno (16ª) |
|             |             |                                      |               |               |
| 10 ott.     | 95-58       | V. Bologna-Vigarano                  | 71-61         | 17 gen.       |
| 10 ott.     | 84-71       | Costa Masnaga-Lucca                  | 67-77         | 17 gen.       |
| 11 ott.     | 76-51       | Sesto S.Giovanni-S.Martino di Lupari | 75-71         | 17 gen.       |
| 11 ott.     | 86-76       | Broni-Battipaglia                    | 71-63         | 17 gen.       |
| 11 ott.     | 76-114      | Magnolia Campobasso-Venezia          | 78-95         | 13 gen.       |
| 11 ott.     | 77-72       | Schio-Empoli                         | 87-62         | 14 gen.       |
| 11 ott.     | 84-67       | Ragusa-D. Sassari                    | 88-54         | 16 gen.       |

| andata (4ª) | andata (4ª) | Quarta giornata                   | ritorno (17ª) | ritorno (17ª) |
|             |             |                                   |               |               |
| 17 ott.     | 49-88       | Vigarano-Schio                    | 43-90         | 26 gen.       |
| 17 ott.     | 68-72       | D. Sassari-V. Bologna             | 65-86         | 23 gen.       |
| 18 ott.     | 80-57       | Empoli-Magnolia Campobasso        | 68-51         | 24 gen.       |
| 18 ott.     | 87-38       | Venezia-Broni                     | 103-68        | 26 gen.       |
| 18 ott.     | 72-73       | Lucca-Ragusa                      | 63-82         | 24 gen.       |
| 18 ott.     | 63-82       | Battipaglia-Sesto S.Giovanni      | 50-75         | 24 gen.       |
| 18 ott.     | 77-70       | S.Martino di Lupari-Costa Masnaga | 84-79         | 23 gen.       |

| andata (3ª) | andata (3ª) | Terza giornata                       | ritorno (16ª) | ritorno (16ª) |
|             |             |                                      |               |               |
| 10 ott.     | 95-58       | V. Bologna-Vigarano                  | 71-61         | 17 gen.       |
| 10 ott.     | 84-71       | Costa Masnaga-Lucca                  | 67-77         | 17 gen.       |
| 11 ott.     | 76-51       | Sesto S.Giovanni-S.Martino di Lupari | 75-71         | 17 gen.       |
| 11 ott.     | 86-76       | Broni-Battipaglia                    | 71-63         | 17 gen.       |
| 11 ott.     | 76-114      | Magnolia Campobasso-Venezia          | 78-95         | 13 gen.       |
| 11 ott.     | 77-72       | Schio-Empoli                         | 87-62         | 14 gen.       |
| 11 ott.     | 84-67       | Ragusa-D. Sassari                    | 88-54         | 16 gen.       |

| andata (4ª) | andata (4ª) | Quarta giornata                   | ritorno (17ª) | ritorno (17ª) |
|             |             |                                   |               |               |
| 17 ott.     | 49-88       | Vigarano-Schio                    | 43-90         | 26 gen.       |
| 17 ott.     | 68-72       | D. Sassari-V. Bologna             | 65-86         | 23 gen.       |
| 18 ott.     | 80-57       | Empoli-Magnolia Campobasso        | 68-51         | 24 gen.       |
| 18 ott.     | 87-38       | Venezia-Broni                     | 103-68        | 26 gen.       |
| 18 ott.     | 72-73       | Lucca-Ragusa                      | 63-82         | 24 gen.       |
| 18 ott.     | 63-82       | Battipaglia-Sesto S.Giovanni      | 50-75         | 24 gen.       |
| 18 ott.     | 77-70       | S.Martino di Lupari-Costa Masnaga | 84-79         | 23 gen.       |

| andata (5ª) | andata (5ª) | Quinta giornata                 | ritorno (18ª) | ritorno (18ª) |
|             |             |                                 |               |               |
| 24 ott.     | 77-69       | Costa Masnaga-Empoli            | 60-54         | 30 gen.       |
| 24 ott.     | 52-74       | Lucca-Venezia                   | 74-85         | 30 gen.       |
| 24 ott.     | 44-67       | Broni-Schio                     | 69-101        | 30 gen.       |
| 24 ott.     | 75-73       | V. Bologna-S.Martino di Lupari  | 66-67         | 10 mar.       |
| 24 ott.     | 67-76       | Sesto S.Giovanni-D. Sassari     | 91-68         | 30 gen.       |
| 25 ott.     | 78-44       | Magnolia Campobasso-Battipaglia | 71-72         | 30 gen.       |
| 9 dic.      | 86-55       | Ragusa-Vigarano                 | 69-57         | 30 gen.       |

| andata (6ª) | andata (6ª) | Sesta giornata                 | ritorno (19ª) | ritorno (19ª) |
|             |             |                                |               |               |
| 31 ott.     | 52-84       | S.Martino di Lupari-Venezia    | 59-82         | 14 feb.       |
| 1º nov.     | 85-78       | Schio-V. Bologna               | 73-54         | 15 feb.       |
| 1º nov.     | 79-84       | Battipaglia-Costa Masnaga      | 74-96         | 13 feb.       |
| 1º nov.     | 83-79       | Empoli-Lucca                   | 73-59         | 14 feb.       |
| 2 dic.      | 61-75       | Broni-Ragusa                   | 49-77         | 17 mar.       |
| 16 dic.     | 56-89       | Vigarano-Sesto S.Giovanni      | 64-82         | 14 feb.       |
| 27 gen.     | 73-89       | D. Sassari-Magnolia Campobasso | 51-73         | 14 feb.       |

| andata (5ª) | andata (5ª) | Quinta giornata                 | ritorno (18ª) | ritorno (18ª) |
|             |             |                                 |               |               |
| 24 ott.     | 77-69       | Costa Masnaga-Empoli            | 60-54         | 30 gen.       |
| 24 ott.     | 52-74       | Lucca-Venezia                   | 74-85         | 30 gen.       |
| 24 ott.     | 44-67       | Broni-Schio                     | 69-101        | 30 gen.       |
| 24 ott.     | 75-73       | V. Bologna-S.Martino di Lupari  | 66-67         | 10 mar.       |
| 24 ott.     | 67-76       | Sesto S.Giovanni-D. Sassari     | 91-68         | 30 gen.       |
| 25 ott.     | 78-44       | Magnolia Campobasso-Battipaglia | 71-72         | 30 gen.       |
| 9 dic.      | 86-55       | Ragusa-Vigarano                 | 69-57         | 30 gen.       |

| andata (6ª) | andata (6ª) | Sesta giornata                 | ritorno (19ª) | ritorno (19ª) |
|             |             |                                |               |               |
| 31 ott.     | 52-84       | S.Martino di Lupari-Venezia    | 59-82         | 14 feb.       |
| 1º nov.     | 85-78       | Schio-V. Bologna               | 73-54         | 15 feb.       |
| 1º nov.     | 79-84       | Battipaglia-Costa Masnaga      | 74-96         | 13 feb.       |
| 1º nov.     | 83-79       | Empoli-Lucca                   | 73-59         | 14 feb.       |
| 2 dic.      | 61-75       | Broni-Ragusa                   | 49-77         | 17 mar.       |
| 16 dic.     | 56-89       | Vigarano-Sesto S.Giovanni      | 64-82         | 14 feb.       |
| 27 gen.     | 73-89       | D. Sassari-Magnolia Campobasso | 51-73         | 14 feb.       |

| andata (7ª) | andata (7ª) | Settima giornata               | ritorno (20ª) | ritorno (20ª) |
|             |             |                                |               |               |
| 7 nov.      | 83-76       | V. Bologna-Empoli              | 60-61         | 21 feb.       |
| 7 nov.      | 65-57       | Magnolia Campobasso-Broni      | 68-55         | 21 feb.       |
| 7 nov.      | 82-74       | Venezia-Schio                  | 62-84         | 21 feb.       |
| 2 dic.      | 52-76       | Costa Masnaga-Sesto S.Giovanni | 76-79         | 21 feb.       |
| 16 dic.     | 63-57       | Ragusa-S.Martino di Lupari     | 67-48         | 20 feb.       |
| 24 feb.     | 91-88       | Battipaglia-Vigarano           | 90-82         | 20 feb.       |
| 10 mar.     | 54-64       | Lucca-D. Sassari               | 91-80         | 20 feb.       |

| andata (8ª) | andata (8ª) | Ottava giornata                | ritorno (21ª) | ritorno (21ª) |
|             |             |                                |               |               |
| 21 nov.     | 52-80       | Magnolia Campobasso-V. Bologna | 68-80         | 27 feb.       |
| 21 nov.     | 76-92       | Vigarano-Costa Masnaga         | 60-92         | 28 feb.       |
| 21 nov.     | 57-97       | D. Sassari-Venezia             | 62-111        | 28 feb.       |
| 22 nov.     | 60-70       | Broni-S.Martino di Lupari      | 62-81         | 28 feb.       |
| 22 nov.     | 84-56       | Empoli-Battipaglia             | 91-63         | 28 feb.       |
| 6 gen.      | 107-53      | Schio-Lucca                    | 88-60         | 28 feb.       |
| 21 gen.     | 76-75       | Sesto S.Giovanni-Ragusa        | 52-65         | 28 feb.       |

| andata (7ª) | andata (7ª) | Settima giornata               | ritorno (20ª) | ritorno (20ª) |
|             |             |                                |               |               |
| 7 nov.      | 83-76       | V. Bologna-Empoli              | 60-61         | 21 feb.       |
| 7 nov.      | 65-57       | Magnolia Campobasso-Broni      | 68-55         | 21 feb.       |
| 7 nov.      | 82-74       | Venezia-Schio                  | 62-84         | 21 feb.       |
| 2 dic.      | 52-76       | Costa Masnaga-Sesto S.Giovanni | 76-79         | 21 feb.       |
| 16 dic.     | 63-57       | Ragusa-S.Martino di Lupari     | 67-48         | 20 feb.       |
| 24 feb.     | 91-88       | Battipaglia-Vigarano           | 90-82         | 20 feb.       |
| 10 mar.     | 54-64       | Lucca-D. Sassari               | 91-80         | 20 feb.       |

| andata (8ª) | andata (8ª) | Ottava giornata                | ritorno (21ª) | ritorno (21ª) |
|             |             |                                |               |               |
| 21 nov.     | 52-80       | Magnolia Campobasso-V. Bologna | 68-80         | 27 feb.       |
| 21 nov.     | 76-92       | Vigarano-Costa Masnaga         | 60-92         | 28 feb.       |
| 21 nov.     | 57-97       | D. Sassari-Venezia             | 62-111        | 28 feb.       |
| 22 nov.     | 60-70       | Broni-S.Martino di Lupari      | 62-81         | 28 feb.       |
| 22 nov.     | 84-56       | Empoli-Battipaglia             | 91-63         | 28 feb.       |
| 6 gen.      | 107-53      | Schio-Lucca                    | 88-60         | 28 feb.       |
| 21 gen.     | 76-75       | Sesto S.Giovanni-Ragusa        | 52-65         | 28 feb.       |

| andata (9ª) | andata (9ª) | Nona giornata                        | ritorno (22ª) | ritorno (22ª) |
|             |             |                                      |               |               |
| 25 nov.     | 56-76       | S.Martino di Lupari-Schio            | 46-72         | 14 mar.       |
| 28 nov.     | 102-69      | V. Bologna-Battipaglia               | 96-62         | 14 mar.       |
| 28 nov.     | 76-57       | Costa Masnaga-D. Sassari             | 78-73         | 13 mar.       |
| 29 nov.     | 79-62       | Empoli-Vigarano                      | 71-64         | 13 mar.       |
| 29 nov.     | 92-65       | Venezia-Ragusa                       | 70-65         | 31 mar.       |
| 29 nov.     | 89-73       | Sesto S.Giovanni-Magnolia Campobasso | 63-66         | 14 mar.       |
| 21 gen.     | 95-45       | Lucca-Broni                          | 60-76         | 14 mar.       |

| andata (10ª) | andata (10ª) | Decima giornata                         | ritorno (23ª) | ritorno (23ª) |
|              |              |                                         |               |               |
| 5 dic.       | 67-77        | D. Sassari-Empoli                       | 70-79         | 21 mar.       |
| 5 dic.       | 59-99        | Vigarano-Venezia                        | 61-89         | 22 mar.       |
| 6 dic.       | 91-69        | Ragusa-Costa Masnaga                    | 83-71         | 21 mar.       |
| 6 dic.       | 59-81        | Broni-V. Bologna                        | 46-66         | 20 mar.       |
| 6 dic.       | 49-70        | Magnolia Campobasso-S.Martino di Lupari | 49-53         | 21 mar.       |
| 8 dic.       | 78-50        | Schio-Sesto S.Giovanni                  | 72-54         | 21 mar.       |
| 6 mar.       | 68-86        | Battipaglia-Lucca                       | 66-74         | 21 mar.       |

| andata (9ª) | andata (9ª) | Nona giornata                        | ritorno (22ª) | ritorno (22ª) |
|             |             |                                      |               |               |
| 25 nov.     | 56-76       | S.Martino di Lupari-Schio            | 46-72         | 14 mar.       |
| 28 nov.     | 102-69      | V. Bologna-Battipaglia               | 96-62         | 14 mar.       |
| 28 nov.     | 76-57       | Costa Masnaga-D. Sassari             | 78-73         | 13 mar.       |
| 29 nov.     | 79-62       | Empoli-Vigarano                      | 71-64         | 13 mar.       |
| 29 nov.     | 92-65       | Venezia-Ragusa                       | 70-65         | 31 mar.       |
| 29 nov.     | 89-73       | Sesto S.Giovanni-Magnolia Campobasso | 63-66         | 14 mar.       |
| 21 gen.     | 95-45       | Lucca-Broni                          | 60-76         | 14 mar.       |

| andata (10ª) | andata (10ª) | Decima giornata                         | ritorno (23ª) | ritorno (23ª) |
|              |              |                                         |               |               |
| 5 dic.       | 67-77        | D. Sassari-Empoli                       | 70-79         | 21 mar.       |
| 5 dic.       | 59-99        | Vigarano-Venezia                        | 61-89         | 22 mar.       |
| 6 dic.       | 91-69        | Ragusa-Costa Masnaga                    | 83-71         | 21 mar.       |
| 6 dic.       | 59-81        | Broni-V. Bologna                        | 46-66         | 20 mar.       |
| 6 dic.       | 49-70        | Magnolia Campobasso-S.Martino di Lupari | 49-53         | 21 mar.       |
| 8 dic.       | 78-50        | Schio-Sesto S.Giovanni                  | 72-54         | 21 mar.       |
| 6 mar.       | 68-86        | Battipaglia-Lucca                       | 66-74         | 21 mar.       |

| andata (11ª) | andata (11ª) | Undicesima giornata               | ritorno (24ª) | ritorno (24ª) |
|              |              |                                   |               |               |
| 12 dic.      | 61-81        | D. Sassari-Broni                  | 65-68         | 28 mar.       |
| 12 dic.      | 75-63        | Costa Masnaga-Magnolia Campobasso | 73-52         | 28 mar.       |
| 13 dic.      | 67-72        | Sesto S.Giovanni-V. Bologna       | 74-58         | 29 mar.       |
| 13 dic.      | 103-52       | Venezia-Empoli                    | 74-58         | 28 mar.       |
| 13 dic.      | 63-52        | Ragusa-Schio                      | 60-66         | 27 mar.       |
| 12 gen.      | 89-81        | S.Martino di Lupari-Battipaglia   | 85-59         | 28 mar.       |
| 18 mar.      | 72-64        | Lucca-Vigarano                    | 66-68         | 28 mar.       |

| andata (12ª) | andata (12ª) | Dodicesima giornata        | ritorno (25ª) | ritorno (25ª) |
|              |              |                            |               |               |
| 19 dic.      | 86-78        | V. Bologna-Lucca           | 75-66         | 3 apr.        |
| 19 dic.      | 107-52       | Schio-Costa Masnaga        | 61-52         | 3 apr.        |
| 19 dic.      | 85-66        | Vigarano-D. Sassari        | -             | rinv.         |
| 20 dic.      | 56-81        | Magnolia Campobasso-Ragusa | 60-71         | 3 apr.        |
| 20 dic.      | 36-69        | Broni-Sesto S.Giovanni     | 59-86         | 3 apr.        |
| 20 dic.      | 59-58        | Empoli-S.Martino di Lupari | -             | rinv.         |
| 7 gen.       | 57-116       | Battipaglia-Venezia        | -             | rinv.         |

| andata (11ª) | andata (11ª) | Undicesima giornata               | ritorno (24ª) | ritorno (24ª) |
|              |              |                                   |               |               |
| 12 dic.      | 61-81        | D. Sassari-Broni                  | 65-68         | 28 mar.       |
| 12 dic.      | 75-63        | Costa Masnaga-Magnolia Campobasso | 73-52         | 28 mar.       |
| 13 dic.      | 67-72        | Sesto S.Giovanni-V. Bologna       | 74-58         | 29 mar.       |
| 13 dic.      | 103-52       | Venezia-Empoli                    | 74-58         | 28 mar.       |
| 13 dic.      | 63-52        | Ragusa-Schio                      | 60-66         | 27 mar.       |
| 12 gen.      | 89-81        | S.Martino di Lupari-Battipaglia   | 85-59         | 28 mar.       |
| 18 mar.      | 72-64        | Lucca-Vigarano                    | 66-68         | 28 mar.       |

| andata (12ª) | andata (12ª) | Dodicesima giornata        | ritorno (25ª) | ritorno (25ª) |
|              |              |                            |               |               |
| 19 dic.      | 86-78        | V. Bologna-Lucca           | 75-66         | 3 apr.        |
| 19 dic.      | 107-52       | Schio-Costa Masnaga        | 61-52         | 3 apr.        |
| 19 dic.      | 85-66        | Vigarano-D. Sassari        | -             | rinv.         |
| 20 dic.      | 56-81        | Magnolia Campobasso-Ragusa | 60-71         | 3 apr.        |
| 20 dic.      | 36-69        | Broni-Sesto S.Giovanni     | 59-86         | 3 apr.        |
| 20 dic.      | 59-58        | Empoli-S.Martino di Lupari | -             | rinv.         |
| 7 gen.       | 57-116       | Battipaglia-Venezia        | -             | rinv.         |

| \| andata (13ª) \| andata (13ª) \| Tredicesima giornata \| ritorno (26ª) \| ritorno (26ª) \| \| \| \| \| \| \| \| 16 dic. \| 79-76 \| Costa Masnaga-Broni \| 83-70 \| 10 apr. \| \| 22 dic. \| 51-71 \| D. Sassari-Schio \| 41-82 \| 10 apr. \| \| 23 dic. \| 66-80 \| Sesto S.Giovanni-Empoli \| 64-52 \| 10 apr. \| \| 30 dic. \| 90-69 \| Venezia-V. Bologna \| 82-68 \| 24 mar. \| \| 30 dic. \| 68-83 \| Lucca-Magnolia Campobasso \| 62-49 \| 10 apr. \| \| 30 dic. \| 86-62 \| S.Martino di Lupari-Vigarano \| - \| rinv. \| \| rinv. \| - \| Ragusa-Battipaglia \| - \| rinv. \| |              |                              |               |               |
| andata (13ª) | andata (13ª) | Tredicesima giornata         | ritorno (26ª) | ritorno (26ª) |
| |              |                              |               |               |
| 16 dic. | 79-76        | Costa Masnaga-Broni          | 83-70         | 10 apr.       |
| 22 dic. | 51-71        | D. Sassari-Schio             | 41-82         | 10 apr.       |
| 23 dic. | 66-80        | Sesto S.Giovanni-Empoli      | 64-52         | 10 apr.       |
| 30 dic. | 90-69        | Venezia-V. Bologna           | 82-68         | 24 mar.       |
| 30 dic. | 68-83        | Lucca-Magnolia Campobasso    | 62-49         | 10 apr.       |
| 30 dic. | 86-62        | S.Martino di Lupari-Vigarano | -             | rinv.         |
| rinv. | -            | Ragusa-Battipaglia           | -             | rinv.         |

| andata (13ª) | andata (13ª) | Tredicesima giornata         | ritorno (26ª) | ritorno (26ª) |
|              |              |                              |               |               |
| 16 dic.      | 79-76        | Costa Masnaga-Broni          | 83-70         | 10 apr.       |
| 22 dic.      | 51-71        | D. Sassari-Schio             | 41-82         | 10 apr.       |
| 23 dic.      | 66-80        | Sesto S.Giovanni-Empoli      | 64-52         | 10 apr.       |
| 30 dic.      | 90-69        | Venezia-V. Bologna           | 82-68         | 24 mar.       |
| 30 dic.      | 68-83        | Lucca-Magnolia Campobasso    | 62-49         | 10 apr.       |
| 30 dic.      | 86-62        | S.Martino di Lupari-Vigarano | -             | rinv.         |
| rinv.        | -            | Ragusa-Battipaglia           | -             | rinv.         |

## Play-Out
Vengono disputati due turni tra la decima e la tredicesima classificata in serie che si disputano al meglio delle tre gare: la prima si gioca in casa della squadra peggio classificata al termine della stagione regolare, la seconda e l'eventuale terza partita si giocano in casa della squadra che ha ottenuto la migliore classifica.
|  | Semifinali | Semifinali       | Semifinali |  |     | Finale           | Finale      | Finale |
|  |            |                  |            |  |     |                  |             |        |
|  | 10.        | Le Mura Lucca    | 2          |  |     |                  |             |        |
|  | 10.        | Le Mura Lucca    | 2          |  |     |                  |             |        |
|  | 13.        | PB63 Battipaglia | 0          |  |     |                  |             |        |
|  | 13.        | PB63 Battipaglia | 0          |  | 13. | PB63 Battipaglia | 0           |        |
|  |            |                  |            |  | 13. | PB63 Battipaglia | 0           |        |
|  |            |                  |            |  |     | 11.              | Pall. Broni | 2      |
|  | 11.        | Pall. Broni      | 1          |  |     | 11.              | Pall. Broni | 2      |
|  | 11.        | Pall. Broni      | 1          |  |     |                  |             |        |
|  | 12.        | Dinamo Sassari   | 2          |  |     |                  |             |        |
|  | 12.        | Dinamo Sassari   | 2          |  |     |                  |             |        |

## Play-off
Vengono disputati tra le prime otto classificate. I quarti di finale e le semifinali si disputano al meglio delle tre gare: la prima si gioca in casa della squadra peggio classificata nella stagione regolare, la seconda  e l'eventuale terza partita si giocano in casa della squadra meglio piazzata. La finale si disputa al meglio delle cinque gare: la prima, la seconda e l'eventuale quinta partita si giocano in casa della squadra che ha ottenuto la migliore classificata al termine della fase e orologio, la terza e l'eventuale quarta a si giocano in casa della squadra peggio classificata 
|  | Quarti di finale | Quarti di finale | Quarti di finale |              |                | Semifinali    | Semifinali | Semifinali |  |  | Finali | Finali        | Finali |
|  |                  |                  |                  |              |                |               |            |            |  |  |        |               |        |
|  | 1.               | Reyer Venezia    | 2                |              |                |               |            |            |  |  |        |               |        |
|  | 8.               | Costa Masnaga    | 0                |              |                |               |            |            |  |  |        |               |        |
|  | 8.               | Costa Masnaga    | 0                |              | 1.             | Reyer Venezia | 2          |            |  |  |        |               |        |
|  |                  |                  |                  |              | 1.             | Reyer Venezia | 2          |            |  |  |        |               |        |
|  |                  | 4.               | Virtus Bologna   | 0            |                |               |            |            |  |  |        |               |        |
|  | 4.               | 4.               | Virtus Bologna   | 0            | Virtus Bologna | 2             |            |            |  |  |        |               |        |
|  | 4.               |                  |                  |              | Virtus Bologna | 2             |            |            |  |  |        |               |        |
|  | 5.               | GEAS             | 1                |              |                |               |            |            |  |  |        |               |        |
|  |                  |                  |                  |              |                |               |            |            |  |  | 1.     | Reyer Venezia | 3      |
|  |                  |                  | 2.               | Famila Schio | 2              |               |            |            |  |  |        |               |        |
|  | 2.               | Famila Schio     | bye              |              |                |               |            |            |  |  |        |               |        |
|  | 7.               | San Martino      | [ 22 ]           |              |                |               |            |            |  |  |        |               |        |
|  | 7.               | San Martino      | [ 22 ]           |              | 2.             | Famila Schio  | 2          |            |  |  |        |               |        |
|  |                  |                  |                  |              | 2.             | Famila Schio  | 2          |            |  |  |        |               |        |
|  |                  | 3.               | Eirene Ragusa    | 0            |                |               |            |            |  |  |        |               |        |
|  | 3.               | 3.               | Eirene Ragusa    | 0            | Eirene Ragusa  | 2             |            |            |  |  |        |               |        |
|  | 3.               |                  |                  |              | Eirene Ragusa  | 2             |            |            |  |  |        |               |        |
|  | 6.               | USE Empoli       | 0                |              |                |               |            |            |  |  |        |               |        |

### Finale
| Mestre 6 maggio 2021, ore 19:00 CEST Gara 1      | Umana Reyer Venezia | 69 – 59 (16-18; 39-34; 54-49) referto | Famila Wuber Schio | Palasport Taliercio |
| \| \| \| \| \| Howard 16 \| Punti \| 16 Gruda \| |                     |                                       |                    |                     |
|                                                  |                     |                                       |                    |                     |
| Howard 16                                        | Punti               | 16 Gruda                              |                    |                     |

| Mestre 8 maggio 2021, ore 19:00 CEST Gara 2     | Umana Reyer Venezia | 72 – 52 (17-18; 33-29; 54-36) referto | Famila Wuber Schio | Palasport Taliercio |
| \| \| \| \| \| Penna 20 \| Punti \| 11 Gruda \| |                     |                                       |                    |                     |
|                                                 |                     |                                       |                    |                     |
| Penna 20                                        | Punti               | 11 Gruda                              |                    |                     |

| Schio 11 maggio 2021, ore 19:30 CEST Gara 3      | Famila Wuber Schio | 90 – 89 (24-18; 49-35; 69-53) referto | Umana Reyer Venezia | Palasport Livio Romare |
| \| \| \| \| \| Gruda 25 \| Punti \| 25 Howard \| |                    |                                       |                     |                        |
|                                                  |                    |                                       |                     |                        |
| Gruda 25                                         | Punti              | 25 Howard                             |                     |                        |

| Schio 13 maggio 2021, ore 19:30 CEST Gara 4     | Famila Wuber Schio | 67 – 65 (27-12; 43-35; 51-52) referto | Umana Reyer Venezia | Palasport Livio Romare |
| \| \| \| \| \| Sottana 12 \| Punti \| 21 Pan \| |                    |                                       |                     |                        |
|                                                 |                    |                                       |                     |                        |
| Sottana 12                                      | Punti              | 21 Pan                                |                     |                        |

| Mestre 16 maggio 2021, ore 18:00 CEST Gara 5        | Umana Reyer Venezia | 72 – 58 (18-15; 38-23; 56-39) referto | Famila Wuber Schio | Palasport Taliercio |
| \| \| \| \| \| Howard 18 \| Punti \| 16 Mestdagh \| |                     |                                       |                    |                     |
|                                                     |                     |                                       |                    |                     |
| Howard 18                                           | Punti               | 16 Mestdagh                           |                    |                     |

## Verdetti
- Campione d'Italia:  Umana Reyer Venezia

### Squadra campione
| Maglia | Giocatrici | Presenze totali | Punti totali |
| --- | ---------- | --------------- | ------------ |
| Reyer Venezia |            |                 |              |
| Martina Bestagno | 34         | 377             |              |
| Elisa Penna | 34         | 293             |              |
| Francesca Pan | 34         | 289             |              |
| Beatrice Attura | 34         | 260             |              |
| Debora Carangelo | 30         | 286             |              |
| Gintarė Petronytė | 29         | 362             |              |
| Temitope Titilola Fagbenle | 27         | 287             |              |
| Yvonne Anderson | 25         | 333             |              |
| Natasha Howard | 20         | 349             |              |
| Allenatore: Giampiero Ticchi |            |                 |              |
| Altre giocatrici: Giulia Natali (presenze: 31, punti: 87), Laura Meldere (25, 39), Francesca Leonardi (3, 2), Noemi Celani (1, 0). |            |                 |              |

- Retrocesse in Serie A2:  O.ME.P.S. BricUp Battipaglia e Dondi Multistore Vigarano.
- Vincitrice Coppa Italia:  Famila Wüber Schio.
- Vincitrice Supercoppa:  Umana Reyer Venezia.